# Karteolol
A karteolol nem-szelektív adrenerg β1 és β2-blokkoló. Szemcseppként alkalmazzák a szemnyomás csökkentésére és idült, nyílt csarnokzugú zöldhályog ellen.
A karteolol nem befolyásolja a pupilla méretét, a szem alkalmazkodóképességét és a szívizom működését. Nem hat helyi érzéstelenítőként sem. Hatását valószínűleg a szem folyadéktermelésének csökkentésével éri el.
Egy tanulmány szerint a barna zsírszövetben gyenge β3-agonista hatása van.

## Készítmények
Magyarországon:
- FORTINOL 1% retard szemcsepp
- FORTINOL 2% retard szemcsepp

A nemzetközi gyógyszerkereskedelemben számos más készítmény is forgalomban van.